# Yangzee FC
Yangzee FC từng là một câu lạc bộ bóng đá Hàn Quốc hoạt động trong giai đoạn 1967 tới 1970.
Thành lập vào tháng 2 năm 1967 bởi người đứng đầu Cơ quan Tình báo Trung ương Hàn Quốc khi đó, Kim Hyung-wook, đội bóng có nhiệm vụ nâng tầm bóng đá Hàn Quốc sau khi CHDCND Triều Tiên giành được quyền vào tứ kết World Cup 1966 tại Anh.
Tuyển chọn những tài năng xuất sắc nhất vào thời điểm đó, việc tham gia vào đội bóng cũng là việc thực hiện nghĩa vụ quân sự bắt buộc đối với công dân Hàn Quốc, các cầu thủ sống và tập luyện tại Cơ quan Tình báo trong thời gian trong đội.
Đội bóng thống trị bóng đá trong nước khi ấy, và năm 1969 vào tới chung kết Asian Club Championship, để thua 1-0 trước Maccabi Tel Aviv trong trận chung kết tại Bangkok.
Khi Kim thôi chứ tại Cơ quan Tình báo, và mối quan tâm về câu lạc bộ bóng đá giảm đi khi mối quan hệ với CHDCND Triều Tiên được cải thiện, đội bóng bị giải thể ngày 17 tháng 3 năm 1970.

## Danh hiệu
- Giải bóng đá vô địch câu lạc bộ châu Á
  -  Á quân (1): 1969

## Cựu huấn luyện viên
1. Choi Jung-Min
2. Kim Yong-Sik